# Schleimbeutel
Ein Schleimbeutel oder Gleitbeutel, lateinisch Bursa (synovialis), ist ein kleines flüssigkeitsgefülltes Säckchen, das im Bereich des Bewegungsapparats an Stellen mit erhöhter mechanischer Druckbelastung vorkommt.

## Aufbau
Schleimbeutel bestehen wie die Gelenkkapsel und Sehnenscheiden aus einem
- äußeren Stratum fibrosum (Bindegewebsschicht) und einem
- inneren Stratum synoviale (Synovialschicht). Das Stratum synoviale sondert die Schleimbeutelflüssigkeit (Synovia) ab.

Nach der Lage unterscheidet man:
- Hautschleimbeutel (Bursa subcutanea): Sie sind an Stellen der Haut untergelagert, wo diese direkt einem Knochen aufliegt;
- Sehnenschleimbeutel (Bursa subtendinea): Sie liegen zwischen Sehnen und knöcherner Unterlage;
- Bandschleimbeutel (Bursa subligamentosa): Sie liegen zwischen Bändern und knöcherner Unterlage.

Nach ihrem Auftreten unterscheidet man:
- konstante (angeborene) Schleimbeutel: Sie sind angeboren und bei allen Individuen an der gleichen Stelle vorhanden;
- reaktive (erworbene) Schleimbeutel: Sie entstehen erst nach der Geburt und müssen nicht bei allen Individuen vorhanden sein. Viele Hautschleimbeutel entstehen nur reaktiv.

## Funktion

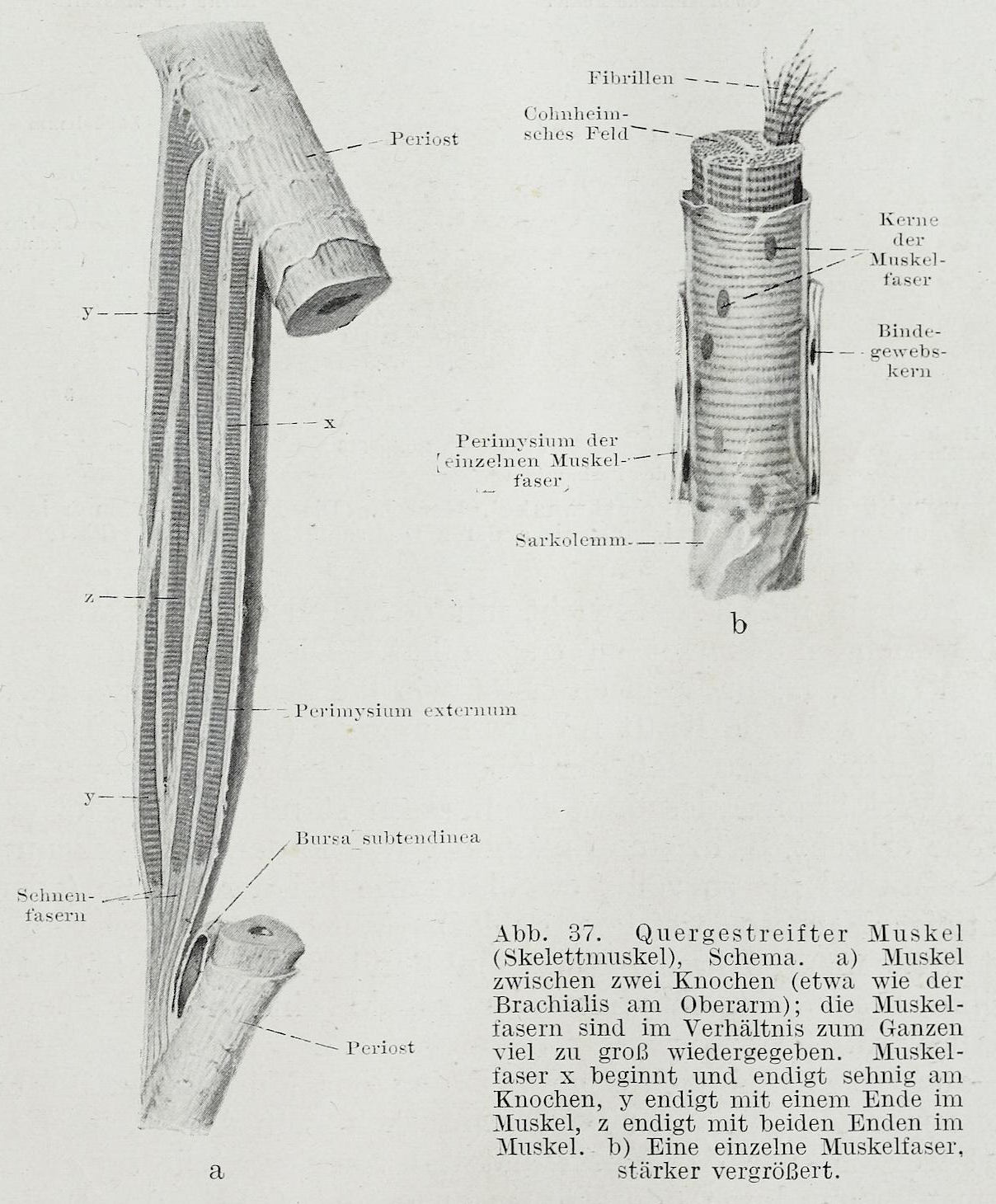
Schemazeichnung: Ein Schleimbeutel polstert den Zwischenraum zwischen Sehne und Knochen ab. Aus: Hermann Braus: Anatomie des Menschen. Ein Lehrbuch für Studierende und Ärzte. Erster Band. Bewegungsapparat. Julius Springer, Berlin 1. Auflage 1921, S. 63.

Werden Gewebe starkem Zug oder Druck ausgesetzt, dient der Schleimbeutel dazu, den Druck und die Reibung zwischen Sehne, Muskel, Knochen und Haut zu reduzieren.

## Die Schleimbeutel des Menschen

Schleimbeutel am Knie, zu sehen oben rechts, Mitte rechts und unten rechts

Beim Menschen kommen folgende Schleimbeutel vor:
- Bursa anserina: im Bereich des Kniegelenks auf dem inneren Seitenband
- Bursa bicipitoradialis: zwischen der Bicepsansatzsehne und dem Vorderteil einer rauen Fläche an der Speiche (Tuberositas radii)
- Bursa iliopectinea: oberhalb des Hüftgelenks zwischen Lenden-Darmbeinmuskel (Musculus iliopsoas) und Beckenknochen
- Bursa infrapatellaris profunda: zwischen dem Kniescheibenband und der äußeren Schicht der Gelenkkapsel
- Bursa infratendinea olecrani: innerhalb der Trizepssehne nahe dem oberen Ende der Elle
- Bursa ischiadica m. obturatorius interni: zwischen einer überknorpelten Fläche unterhalb des Sitzbeins und der Sehne des inneren Hüftlochmuskels
- Bursa m. semimembranosi: zwischen der Ansatzsehne des semimembranösen Muskels am hinteren Oberschenkel und dem oberen Rand des Schienbeins
- Bursa subcutanea infrapatellaris: zwischen Kniescheibenband und Haut
- Bursa subcutanea olecrani: zwischen oberem Ende der Elle und Haut
- Bursa subcutanea prepatellaris: unter der Haut vor der Kniescheibe
- Bursa subdeltoidea: zwischen Deltamuskel und Schultergelenkkapsel
- Bursa subfascialis praepatellaris: zwischen Kniefaszie und Kniescheibe
- Bursa subtendinea m. subscapularis: zwischen der Ansatzsehne des Unterschulterblattmuskels und der Schultergelenkskapsel
- Bursa subtendinea m. gastrocnemii lateralis: zwischen seitlichem Gelenkknorren des Oberschenkelknochens und der seitlichen Ursprungssehne des Zwillingswadenmuskels
- Bursa subtendinea m. gastrocnemii medialis: zwischen dem mittleren Gelenkknorren des Oberschenkelknochens und der mittleren Ursprungssehne des Zwillingswadenmuskels
- Bursa subacromialis; auch Bursa subtendinea m. infraspinati: zwischen der Ansatzsehne des Untergrätenmuskels im Schultergelenk und der Schultergelenkskapsel
- Bursa subtendinea m. semimembranosi: unter der Sehne des Musculus semimembranosus
- Bursa subtendinea m. tibialis anterioris: zwischen der Sehnenscheide des vorderen Schienbeinmuskels und dem mittleren Keilbein und dem ersten Mittelfußknochen
- Bursa subtendinea m. tricipitis brachii: zwischen der Trizepssehne und dem oberen Ende der Elle
- Bursa subtendinea praepatellaris: unter den Sehnenfasern des vierköpfigen Oberschenkelmuskels direkt auf der Kniescheibe
- Bursa suprapatellaris: zwischen dem distalen Oberschenkelknochen und der Sehne des vierköpfigen Oberschenkelmuskels
- Bursa tendinis calcanei: zwischen Fersenbein und Achillessehne
- Bursa trochanterica m. glutaei maximi: zwischen der Endsehne des größten Gesäßmuskels und einem Knochenvorsprung am Oberschenkelknochen
- Bursa trochanterica m. glutaei medii: zwischen der Sehne des größten Gesäßmuskels und einem Knochenvorsprung am Oberschenkelknochen

## Schleimbeutelentzündung
Die Entzündung eines Schleimbeutels wird Bursitis genannt und ist die entzündliche Reaktion auf eine Reizung. Sie entsteht meist durch Druck, eine leichte Verletzung oder Überlastung. Seltener ist eine Infektion mit Bakterien die Ursache.
Auch bei inneren Erkrankungen können eine oder mehrere Schleimbeutel beteiligt sein. Hier sind vor allem entzündlich-rheumatische Erkrankungen oder Stoffwechselstörungen (z. B. Gicht) zu nennen.